# Сейкали, Рони
Рональд Фред «Рони» Сейкали (англ. Ronald Fred "Rony" Seikaly, араб. رونالد ﺼيقلي‎; родился 10 мая 1965 года) — бывший американский профессиональный баскетболист ливанского происхождения. Сейкали был одним из первых игроков иностранного происхождения, оказавших влияние на американский баскетбол. Он считался одним из лучших игроков Сиракьюсского университета. Благодаря великолепной игре в нападении и защите Сейкали вошел в число постоянных лидеров школы по подборам, очкам и блок-шотам, получив при этом несколько наград и почестей, признанных на национальном уровне. Его номер 4 был выведен из обращения командой Сиракьюс Орандж.
В 1988 году на драфте НБА был выбран под 9-м номером командой «Майами Хит». Сейкали стал одним из лучших центровых в НБА и лучшим игроком команды в атаке и защите, дважды становился лучшим игроком недели НБА, а также устанавливал многие рекорды команды (некоторые из которых до сих пор сохранились). В 1990 году Сейкали получил награду «Самый прогрессирующий игрок НБА» и позже играл за команды «Голден Стэйт Уорриорз», «Орландо Мэджик», «Нью-Джерси Нетс», а также в Испании за «Барселону». Он также входил в состав сборной США по баскетболу на чемпионате мира по баскетболу 1986 года, завоевав золото. После ухода из баскетбола Сейкали стал успешным застройщиком. Он также работает в сфере электронной музыки в качестве продюсера/диджея и вел радиошоу Sugar Free Radio на Sirius/XM.

## Ранние годы
Рони Сейкали родился в Бейруте. Родственники Рони были родом из Палестины. В 11 лет Сейкали вместе с семьёй переехал в Грецию. В Греции он учился в Американской школе (American Community Schools). В юности он играл в баскетбол, а также преуспел в волейболе, футболе и легкой атлетике. В возрасте 14 лет он также начал заниматься диджеингом.
В 1981 году, когда Сейкали было 16 лет, баскетболист «Панатинаикоса» Такис Коронеос обратил на него внимание в магазине, когда Сейкали покупал пару больших баскетбольных кроссовок в спортивном магазине Коронеоса. Благодаря Коронеосу, Сейкали присоединился к греческому клубу «Панатинаикос», однако не смог принять участие ни в одном матче, так как не имел греческого гражданства, поэтому Рони отправился в Соединённые Штаты Америки.
В 1984 году Рони Сейкали поступил в Сиракьюсский университет и тогда же стал играть в составе мужской баскетбольной команды. Он играл на позиции центрового в мужской баскетбольной команде «Сиракьюс Орандж». В 1987 году он вывел свою команду в финал чемпионата NCAA против команды «Индиана Хузерс», набирая в среднем 22 очка и 11 подборов за игру на протяжении всего турнира. Он окончил Сиракьюсский университет, став лучшим в истории школы по количеству подборов, вторым в истории школы по количеству блок-шотов и четвертым в истории школы по количеству набранных очков. На тот момент он был вторым игроком, набравшим 1000 очков и подборов за время игры в «Сиракьюсе».

## Профессиональная карьера

### Майами Хит (1988—1994)
Сейкали был выбран командой «Майами Хит» под 9-м номером в первом раунде драфта НБА 1988 года. Он стал первым игроком, родившимся в Ливане, который участвовал в соревнованиях Национальной баскетбольной ассоциации (НБА). Новичок-центровой быстро стал не только ключевым игроком команды, но и одним из лучших центровых лиги. В своем втором сезоне он лидировал в команде «Хит» по очкам (16,6), подборам (10,4) и блок-шотам (1,7), заняв шестое место в лиге по подборам. В 1990 году стал самым прогрессирующим игроком НБА.
В сезоне 1990/91 годов Сейкали увеличил свой средний показатель подборов до 11,1 подбора за игру, сохранив при этом свой средний показатель в 16 очков за игру. В сезоне 1991/92 годов Сейкали снова набирал в среднем 16 очков и 11 подборов (6-е место в лиге). «Хит», благодаря Сейкали и результативной игре Глена Райса, одержали 38 побед и заняли первое место в плей-офф. Несмотря на прорыв, «Майами» не смогли сравниться с действующими чемпионами «Чикаго Буллз», под руководством Майкла Джордана, которые разгромили «Хит» в трех матчах. В серии против «Буллз» Сейкали набирал в среднем 19,1 очков и 9,2 подбора.
В сезоне 1992/93 годов Сейкали увеличил количество очков до 17,3 и снова делал 11,8 подборов за игру (8-е место в лиге). Ему удалось стать лучшим игроком недели в НБА, набрав в среднем 30 очков и 20 подборов за неделю 7 марта. В следующем сезоне Райс и Стив Смит увеличили количество очков, а Сейкали набирал в среднем 15,1 очков за игру, став третьим в команде, и лидировал в команде по подборам — 10,3 подборов за игру. «Хит» выиграли 42 игры и попали в плей-офф.
За свою карьеру в «Майами» Сейкали установил множество командных рекордов, в том числе по количеству блок-шотов (8), подборов (34) и дабл-даблов. 2 ноября 1994 года Сейкали был обменян в «Голден Стэйт Уорриорз».

### Голден Стэйт Уорриорз (1994—1996)
В 1994 году баскетболист вошёл в состав команды «Голден Стэйт Уорриорз», где провел два сезона. В сезоне 1994/95 годов Сейкали принял участие только в 36 играх, но выходил в старте во всех играх, кроме одной, набирая в среднем по 12 очков и 7 подборов за игру в составе «Уорриорз». В сезоне 1995/96 годов он принял участие в 60 из 64 игр, набирая в среднем 12 очков и 7,8 подборов. В ноябре 1996 года его снова обменяли, на этот раз в «Орландо Мэджик».

### Орландо Мэджик (1996—1998)
«Мэджик» были доминирующей командой Восточной конференции, но потеряли суперзвездного центрового Шакила О’Нила, и Сейкали был приглашен, чтобы заполнить пустоту. Несмотря на то, что Сейкали играл вместе с другими ветеранами, такими как Хорас Грант, Ник Андерсон и Деннис Скотт, он увеличил свои показатели до 17,3 очков за игру, став вторым в команде после звезды Пенни Хардауэя, а также лидировал в команде по подборам за игру (9,5) и блок-шотам (1,4). «Мэджик» выиграли 45 игр и вышли в плей-офф, заняв 7-е место в конференции, сразившись со старой командой Сейкали в Майами, в которой в то время играл звездный центровой Алонзо Моурнинг. В 1998 году Рони заключил соглашение с «Нью-Джерси Нетс».

### Нью-Джерси Нетс (1998—1999)
В самом начале своей игры за «Нью-Джерси» Сейкали получил травму стопы, завершившую свою карьеру в лиге. Он сыграл только в 9 играх в конце сезона 1997/98, а также в 9 играх сезона 1998/99, который был сокращен из-за локаута, после чего покинул лигу. Его средние показатели карьеры в НБА составляют 14,7 очков за игру, 9,5 подборов за игру и 1,3 блок-шота.

### Барселона (2000)
В 2000 году Сейкали перешел в испанский клуб «Барселона».
После завершения карьеры баскетболиста занялся недвижимостью. А так же получил известность в качестве диджея и саунд-продюсера, выпускающего релизы в стиле хаус.

## Статистика

### Статистика в НБА
| Сезон                                                                                    | Команда      | Регулярный сезон | Регулярный сезон | Регулярный сезон | Регулярный сезон | Регулярный сезон | Регулярный сезон | Регулярный сезон | Регулярный сезон | Регулярный сезон | Регулярный сезон | Регулярный сезон | Серия плей-офф | Серия плей-офф | Серия плей-офф | Серия плей-офф | Серия плей-офф | Серия плей-офф | Серия плей-офф | Серия плей-офф | Серия плей-офф | Серия плей-офф | Серия плей-офф |
| Сезон                                                                                    | Команда      | GP               | GS               | MPG              | FG%              | 3P%              | FT%              | RPG              | APG              | SPG              | BPG              | PPG              | GP             | GS             | MPG            | FG%            | 3P%            | FT%            | RPG            | APG            | SPG            | BPG            | PPG            |
| ---------------------------------------------------------------------------------------- | ------------ | ---------------- | ---------------- | ---------------- | ---------------- | ---------------- | ---------------- | ---------------- | ---------------- | ---------------- | ---------------- | ---------------- | -------------- | -------------- | -------------- | -------------- | -------------- | -------------- | -------------- | -------------- | -------------- | -------------- | -------------- |
| 1988/89                                                                                  | Майами       | 78               | 62               | 25,2             | 44,8             | 25,0             | 51,1             | 7,0              | 0,7              | 0,6              | 1,2              | 10,9             | Не участвовал  | Не участвовал  | Не участвовал  | Не участвовал  | Не участвовал  | Не участвовал  | Не участвовал  | Не участвовал  | Не участвовал  | Не участвовал  | Не участвовал  |
| 1989/90                                                                                  | Майами       | 74               | 72               | 32,5             | 50,2             | 0,0              | 59,4             | 10,4             | 1,1              | 1,1              | 1,7              | 16,6             | Не участвовал  | Не участвовал  | Не участвовал  | Не участвовал  | Не участвовал  | Не участвовал  | Не участвовал  | Не участвовал  | Не участвовал  | Не участвовал  | Не участвовал  |
| 1990/91                                                                                  | Майами       | 64               | 59               | 33,9             | 48,1             | 33,3             | 61,9             | 11,1             | 1,5              | 0,8              | 1,3              | 16,4             | Не участвовал  | Не участвовал  | Не участвовал  | Не участвовал  | Не участвовал  | Не участвовал  | Не участвовал  | Не участвовал  | Не участвовал  | Не участвовал  | Не участвовал  |
| 1991/92                                                                                  | Майами       | 79               | 78               | 35,4             | 48,9             | 0,0              | 73,3             | 11,8             | 1,4              | 0,5              | 1,5              | 16,4             | 3              | 3              | 39,0           | 54,3           | -              | 75,0           | 10,0           | 1,3            | 0,3            | 1,7            | 20,7           |
| 1992/93                                                                                  | Майами       | 72               | 64               | 34,1             | 48,0             | 12,5             | 73,5             | 11,8             | 1,4              | 0,5              | 1,2              | 17,1             | Не участвовал  | Не участвовал  | Не участвовал  | Не участвовал  | Не участвовал  | Не участвовал  | Не участвовал  | Не участвовал  | Не участвовал  | Не участвовал  | Не участвовал  |
| 1993/94                                                                                  | Майами       | 72               | 60               | 33,5             | 48,8             | 0,0              | 72,0             | 10,3             | 1,9              | 0,8              | 1,4              | 15,1             | 5              | 3              | 33,0           | 43,8           | -              | 56,5           | 9,4            | 1,6            | 0,8            | 1,4            | 8,2            |
| 1994/95                                                                                  | Голден Стэйт | 36               | 35               | 28,8             | 51,6             | -                | 69,4             | 7,4              | 1,3              | 0,6              | 1,0              | 12,1             | Не участвовал  | Не участвовал  | Не участвовал  | Не участвовал  | Не участвовал  | Не участвовал  | Не участвовал  | Не участвовал  | Не участвовал  | Не участвовал  | Не участвовал  |
| 1995/96                                                                                  | Голден Стэйт | 64               | 60               | 28,3             | 50,2             | 66,7             | 72,3             | 7,8              | 1,1              | 0,6              | 1,1              | 12,1             | Не участвовал  | Не участвовал  | Не участвовал  | Не участвовал  | Не участвовал  | Не участвовал  | Не участвовал  | Не участвовал  | Не участвовал  | Не участвовал  | Не участвовал  |
| 1996/97                                                                                  | Орландо      | 74               | 68               | 35,3             | 50,7             | 0,0              | 71,4             | 9,5              | 1,2              | 0,7              | 1,4              | 17,3             | 3              | 3              | 28,7           | 31,8           | -              | 71,4           | 5,3            | 0,0            | 0,3            | 1,0            | 6,3            |
| 1997/98                                                                                  | Орландо      | 47               | 47               | 31,6             | 44,1             | 0,0              | 75,4             | 7,6              | 1,5              | 0,5              | 0,8              | 15,0             | Не участвовал  | Не участвовал  | Не участвовал  | Не участвовал  | Не участвовал  | Не участвовал  | Не участвовал  | Не участвовал  | Не участвовал  | Не участвовал  | Не участвовал  |
| 1997/98                                                                                  | Нью-Джерси   | 9                | 2                | 16,9             | 31,7             | -                | 59,3             | 4,0              | 0,9              | 0,3              | 0,4              | 4,7              | 3              | 0              | 12,3           | 77,8           | -              | 66,7           | 3,0            | 0,0            | 0,3            | 0,0            | 6,0            |
| 1998/99                                                                                  | Нью-Джерси   | 9                | 0                | 9,8              | 20,0             | -                | 38,9             | 2,3              | 0,2              | 0,4              | 0,7              | 1,7              | Не участвовал  | Не участвовал  | Не участвовал  | Не участвовал  | Не участвовал  | Не участвовал  | Не участвовал  | Не участвовал  | Не участвовал  | Не участвовал  | Не участвовал  |
|                                                                                          | Всего        | 678              | 607              | 31,6             | 48,4             | 18,8             | 67,9             | 9,5              | 1,3              | 0,7              | 1,3              | 14,7             | 14             | 9              | 28,9           | 48,0           | -              | 67,6           | 7,3            | 0,9            | 0,5            | 1,1            | 10,0           |
| Наведите курсор мыши на аббревиатуры в заголовке таблицы, чтобы прочесть их расшифровку. |              |                  |                  |                  |                  |                  |                  |                  |                  |                  |                  |                  |                |                |                |                |                |                |                |                |                |                |                |

### Статистика в других лигах
| Сезон | Команда   | Лига     | GP | GS | MPG  | FG%  | 3P% | FT%  | RPG | APG | SPG | BPG | PFL | TOV | PPG  |
| --- | --------- | -------- | -- | -- | ---- | ---- | --- | ---- | --- | --- | --- | --- | --- | --- | ---- |
| 2000/01 | Барселона | Евролига | 4  | 3  | 24,4 | 46,5 | -   | 60,0 | 5,3 | 1,0 | 1,3 | 1,0 | 3,0 | 2,8 | 13,0 |
| Всего | Всего     | Всего    | 4  | 3  | 24,4 | 46,5 | -   | 60,0 | 5,3 | 1,0 | 1,3 | 1,0 | 3,0 | 2,8 | 13,0 |
| Наведите курсор мыши на аббревиатуры в заголовке таблицы, чтобы прочесть их расшифровку Статистика приведена с сайта basketball.realgm.com |           |          |    |    |      |      |     |      |     |     |     |     |     |     |      |